# Spoorlijn Bastuträsk - Skelleftehamn
De spoorlijn Bastuträsk - Skelleftehamn (Zweeds: Skellefteåbanan) is een spoorlijn in het noorden van Zweden in de provincie Västerbottens län. De lijn verbindt de plaatsen Bastuträsk en Skelleftehamn met elkaar.
De spoorlijn is 66 kilometer lang en werd in 1910-1914 in gebruik genomen.